# 江坂遊
江坂 遊（えさか ゆう、1953年9月20日 -）は日本の小説家、SF作家。日本文芸家協会、日本SF作家クラブ、各会員。
大阪府出身。早稲田大学卒業。八尾市在住。「江坂遊」は筆名。1980年、第2回星新一ショートショート・コンクールで「花火」が最優秀作品に選ばれ、作家デビューした。同作は『花火』（光文社文庫）等に収録されている。ショートショートの神様と呼ばれた星新一の唯一の弟子であり、星新一は江坂の長女の星子（せいこ）、長男の新（あらた）の名付け親となった。生前、蔵書の一部を江坂に贈っている。ショートショート作品の執筆数は、2020年１月に1500編に達した。

## 作家としての歩み
1980年、第2回星新一ショートショート・コンクールにて「花火」が最優秀作に選ばれる。長年星作品を研究し、また星新一から直接聞いたことをヒントに、独自のショートショート創作法を考案。2011年にその創作法を開示した『小さな物語のつくり方』を刊行。2013年には世田谷文学館にて、小中学生を対象にした星新一賞創設記念のワークショップを開催した。以来、各所で創作ワークショップを開いている。新作を発表しつつ、道場を開設し後輩作家の育成支援とショートショートの発展に努力中。
- 1980年 第2回星新一ショートショート・コンクールで「花火」最優秀賞を受賞
- 1981年 「ショートショートランド」創刊で寄稿。星新一から助言指導を受ける
- 1991年 1月元旦の朝日新聞紙面に作品掲載。タウン誌企業PR誌等に作品掲載活発化
- 1992年 『仕掛け花火』講談社ノベルス刊
- 1996年 『あやしい遊園地』講談社文庫刊
- 1997年 『短い夜の出来事』講談社文庫刊。星師逝去
- 1998年 『異形コレクション（井上雅彦：編）』廣済堂、光文社刊に寄稿、2011年まで不定期掲載継続
- 2004年 『ショートショートTOWN』3年半にわたり毎週新作をドコモなど携帯サイトに配信。180本に達す
- 2007年 『仕掛け花火』講談社ノベルス（復刊）『星新一・空想工房へようこそ』新潮社刊に寄稿
- 2008年 『ひねくれアイテム』『鍵穴ラビリンス』講談社ノベルス刊
- 2010年 星師を追悼した選集『気まぐれ遊園地全6巻』、名言集「スター･ワーズ」ともに樹立社刊
- 2011年 『小さな物語のつくり方』樹立社刊。道場（現:江坂道場）創設
- 2012年 『北杜夫 短編掌編傑作集』、『きまぐれラボ』ともに樹立社刊
- 2013年 『小さな物語のつくり方2』樹立社刊。星新一賞協力（ワークショップ開催）
- 2014年 『チョコ★ド』、『バンバイヤ第二部完結編』樹立社刊。
- 2015年 東工大リベラルアーツセンターで創作講義。講義内容は『理系という生き方』最相葉月：編著・ポプラ新書刊に収録
- 2016年 ウェブ光文社文庫（現Yomeba!）に作品掲載開始
- 2016年 『花火』『無用の店』ともに光文社文庫刊。『30の神品』扶桑社文庫刊
- 2017年 『ショートショートの宝箱Ⅰ』（アンソロジー）光文社文庫でシリーズ刊寄稿
- 2018年 『5分後に意外な結末』シリーズ学研刊に2014年以来発表通算8作目が収録
- 2019年 『ショートショートの宝箱Ⅱ』（アンソロジー）光文社文庫の続巻寄稿
- 2019年 『ショートショートの宝箱Ⅲ』（アンソロジー）光文社文庫の続巻寄稿
- 2020年 『猫の扉』扶桑社文庫刊

## 編著書

### ショートショート集
- 仕掛け花火 - 奇妙で愉快な掌編集 （1992年、2007年、講談社ノベルス）
- あやしい遊園地 - 奇妙で愉快なショートショート集 （1996年、講談社文庫）
- 短い夜の出来事 - 奇妙で愉快なショートショート集 （1997年、講談社文庫）
- ひねくれアイテム - ショートショート48タイトル!（2008年、講談社ノベルス）
- 鍵穴ラビリンス - ショートショート56タイトル!（2008年、講談社ノベルス）
- 小さな物語のつくり方 ショートショート創作技術塾・星派道場（2011年、樹立社、新橋学イラスト）
- きまぐれラボ（2012年、樹立社、新橋学イラスト）
- チョコ★ド（2014年、樹立社、新橋学イラスト）
- 花火 ショートショート・セレクションI（2016年、光文社文庫、新橋学イラスト）
- 無用の店 ショートショート・セレクションII（2016年、光文社文庫、新橋学イラスト）
- 30の神品 ショートショート傑作選（2016年、扶桑社文庫）
- 猫の扉　猫ショートショート傑作選（2020年、扶桑社文庫）

### 編纂
- 星新一ショートショート遊園地（全6巻）（2010年、樹立社、新橋学イラスト）
- スター・ワーズ 星新一の名言160選（星新一・星マリナ共著）（2010年、樹立社）
- 北杜夫短編掌編アンソロジー（全５巻）（2012年 樹立社、新橋学イラスト）
- 小さな物語のつくり方2 ショートショート創作技術塾・星派道場（2013年、樹立社、新橋学イラスト）
- 「バンパイヤ」第二部完結編 手塚治虫未完作品 続きの夢を紡ぐ（2014年、樹立社）

### アンソロジー
- ショートショートの広場（1985年、講談社文庫）「花火」収録
- ホシ計画（1999年、廣済堂出版）「花相撲」「エッサカ、ホイ」収録
- 妖魔ｹ刻（2000年、徳間文庫）「二十三時四十四分」収録
- タロットボックス２『魔術師』井上雅彦編（2001年、角川文庫）「花火」収録
- 超短編アンソロジー　本間祐編（2002年、ちくま文庫）「ふた首穴のセーター」収録
- 有栖川有栖の鉄道ミステリライブラリー（2004年、角川文庫）「０号車」「臨時列車」「魔法」収録
- 星新一1001話をつくった人　最相葉月編（2007年、新潮社）「編集記号」「星さんの指あと」収録
- 綾辻行人と有栖川有栖のミステリ・ジョッキ（2008年、講談社）「開かれた窓」「踊る細胞」収録
- 生涯を賭けるテーマをいかに選ぶか　最相葉月編（2015年、ポプラ社）「高層階にて」収録
- ショートショートの缶詰（2016年、キノブックス）「家具屋の小経」「砂書き」収録
- 人工知能の見る夢は AIショートショート集（2017年、文春文庫）「バックアップの取り方」収録
- ショートショートの宝箱（2017年、光文社文庫）「約束変更線」収録
- ショートショートの宝箱Ⅱ（2019年、光文社文庫）「魔法の絨毯」収録
- ショートショートの宝箱Ⅲ（2019年、光文社文庫）「ふと屋」収録

## テレビ
- 「週刊ストーリーランド」（1999年～2001年、日本テレビ） - 一部の作品のアニメ化原作を担当
- 「カンテレアナウンサー朗読会」（2019年12月25日放映、関西テレビ）・作品１本の原作